# Martyn Gilleard
Martyn Gilleard (* 15. Juli 1976 in York, Vereinigten Königreich) ist ein britischer Rechtsterrorist, der 2008 zu 16 Jahren Haft verurteilt wurde. Neben dem Besitz von Sprengstoff und illegalem Bombenbau wurde er auch wegen des Besitzes von Kinderpornographie verurteilt. Gilleard war einer der ersten Rechtsextremisten, die nach der verschärften britischen Antiterrorgesetzgebung nach den Terroranschlägen vom 11. September 2001 verurteilt wurden.

## Hintergrund
Gilleard bewohnte zusammen mit seinem fünf Jahre alten Sohn eine Wohnung in Goole, East Riding of Yorkshire. Bei einer Hausdurchsuchung wegen des Verdachts auf Besitz kinderpornografischen Materials fand die Polizei neben 39.000 kinderpornografischen Bildern vier funktionsfähige Nagelbomben unter dem Bett seines Sohnes, verschiedene Materialien und Anleitungen zum Bombenbau sowie eine Reihe von Stichwaffen. Außerdem fand man rechtsextremes Propagandamaterial sowie eine Reihe von handschriftlichen antisemitischen Notizen. Bereits vorher wurde er zu einer Bewährungsstrafe wegen illegalen Waffenbesitzes verurteilt.
In einem Verfahren vor dem  Leeds Crown Court 2008 wurde er zu einer 16-jährigen Haftstrafe verurteilt, 11 Jahre wegen seiner terroristischen Aktivitäten und fünf für den Besitz kinderpornographischen Materials. Das Gericht sah es als erwiesen an, das Gilleard Anschläge auf seine politischen Gegner, insbesondere Schwarze, Asiaten, europäische Migranten, Juden und Muslime, geplant hat. Er war nach Ansicht der Strafverfolgungsbehörden in der Vorbereitungsphase zu einem Rassenkrieg und hatte Pläne eine eigene Terrororganisation zu gründen. Gilleard verstand sich als britischer Nationalist. Er war Mitglied der National Front sowie der British People’s Party, die nach seinem Schuldspruch auf Distanz gingen.